# Efecto stormtrooper
El Efecto stormtrooper (originalmente Stormtrooper effect o Stormtrooper syndrome) o Principio de la puntería del villano (The principle of the evil marksmanship) es un cliché narrativo muy empleado en la ficción.
Este efecto establece que los antagonistas de la historia, a pesar de su obvia superioridad, son irrealmente inefectivos en combate contra los protagonistas. Es algo típico en películas del oeste, de artes marciales o de acción en general, así como en el mundo del cómic, y es usado en no menos ocasiones como fuente de sátira, crítica o comedia.

## Origen

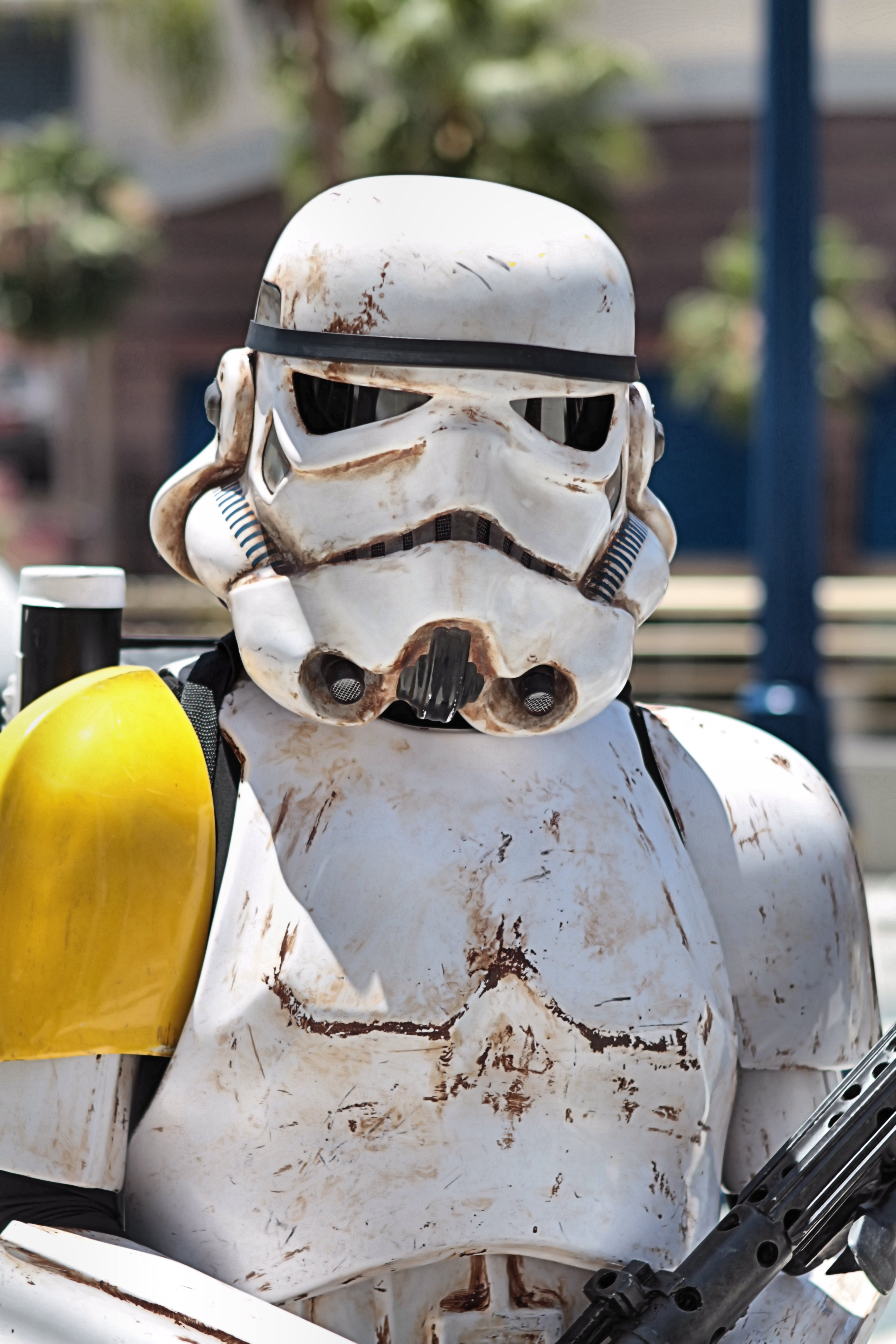
Cosplay de un soldado Stormtrooper perteneciente al universo de Star Wars. Tuvo su primera aparición en la primera película de la saga, A New Hope, de 1977.

El término hace referencia directa a los soldados stormtroopers de Star Wars que, a pesar de su aplastante superioridad numérica, su preparación militar y su probada efectividad en el combate contra personajes no protagonistas, aun así son incapaces de herir seriamente o incluso alcanzar a los protagonistas de la saga. A la vez, los stormtroopers son altamente vulnerables, y caen aparentemente muertos o incapacitados tras recibir un único disparo en el abdomen o en el hombro, a pesar de estar protegidos por una sólida armadura, lo cual es aún más evidente si sus oponentes son los protagonistas.
A lo largo de la trilogía, este efecto se vuelve medianamente justificable cuando se aprecia que la táctica de combate de los stormtroopers, debida a la política de tropas consideradas como "desechables" por sus superiores, consiste básicamente en cargar en campo abierto siempre hacia el frente, disparando contra cualquier enemigo visible y sin parar para cubrirse o para apuntar cuidadosamente. Esto produciría, en contraste con los protagonistas, innumerables bajas y muy poca eficacia puntual. Sin embargo, el efecto stormtrooper siguió siendo aplicado a cualquier escena, no sólo campos de batalla, sino también en interiores de naves o pasillos, donde los soldados resultaban igualmente ineficaces.
Por otro lado, si se atiende a la trama de la película, se comprobará que el plan original de Darth Vader consistía en un principio en dejar escapar a los protagonistas para poder seguirles hasta la base rebelde; por lo que, de esta manera, quedaría justificada de nuevo tan escasa puntería en unos tiradores que se consideraban de élite.
El efecto stormtrooper fue originalmente observado por el crítico cinematográfico Roger Ebert, en su libro Little Movie Glossary, definiéndolo como El principio de la puntería del villano (The principle of the evil marksmanship en el original).

## Ataque de uno cada vez
Ebert también habló en su obra del Principio del ataque de uno cada vez. Este cliché se presenta principalmente en películas de artes marciales. Ebert lo explica como:

En cualquier situación en la que el héroe esté rodeado por docenas de enemigos, estos lo atacarán de uno en uno en lugar de todos a la vez.

Tal y como Ebert expone, cuando el protagonista está rodeado de enemigos, uno de ellos se adelantará y atacará en solitario, siendo por lo general noqueado tras una breve lucha; sólo después de que éste haya quedado incapacitado otro de sus compañeros le seguirá en el ataque. El resto de oponentes rodeará a los combatientes adoptando casi siempre posturas amenazadoras, mostrándose preparados para atacar, aunque sin tener intención de ayudar a su colega. Ocasionalmente el héroe puede alternar entre sus oponentes mientras golpea, o bien enzarzarse en una corta lucha con varios a la vez -no más de dos o tres-, pero seguirá sin estar bajo ataque de todos sus enemigos.
La razón real de este efecto es que si el héroe fuese simultáneamente rodeado de enemigos por todos lados sería difícil para el director encuadrar la escena adecuadamente sin tener a alguno de ellos obstruyendo el plano de la acción. Por otro lado, es la solución más realista para la victoria del héroe, ya que un ataque coordinado de una multitud de oponentes sería forzosamente capaz de reducirle.
En muchas ficciones, este efecto se cumple con cierta base si el protagonista ejerce un efecto psicológico sobre los oponentes que le rodean -como temor o sorpresa-, causando que éstos ataquen de forma errática e insegura. De igual manera, este efecto se puede evitar si el protagonista "obliga" a sus enemigos a atacarlo de a uno, por ejemplo atacando de forma constante entre ellos (lo que obligaría al resto de enemigos a esperar a que el protagonista se separase de su compañero para no herirle por accidente), pero esto sucede en casos muy raros.